# Amage (reina)
Amage fue una reina sármata que supuestamente, gobernó y vivió en el siglo III o IV.[cita requerida] Según Polieno, gobernó como regente en lugar de su marido incapacitado en el siglo IV. Logró llegar al poder, debido a que los sármatas respetaban la imagen de la mujer y a que no tenían la ley sálica.
Última gobernante sármata, recibió una embajada del emperador romano Decio y amplió los dominios sármatas hasta los ríos Volga y Vístula. Cuando su imperio fue invadido por los godos se perdió el rastro de su vida.
Era muy belicosa y en una ocasión envió una carta a un príncipe escita instándole a que se detuviera en sus incursiones en sus protectorados en Crimea. Cuando este ignoró el aviso, Amage tomó 120 hombres y le atacó en Escitia, matándo a sus guardias, sus amigos y familia, y ella misma acabó con la vida del príncipe en un «duelo de espada». Permitió vivir y gobernar a su hijo con la condición de obedecer sus edictos.
Muchos historiadores romanos y griegos que viajaron a Sarmacia, vieron en Amage a una de las amazonas, legendarias guerreras que vivían —según los griegos— en la zona de las actuales Moldavia y Ucrania.